# Warenhaus Tietz (Hamborn)

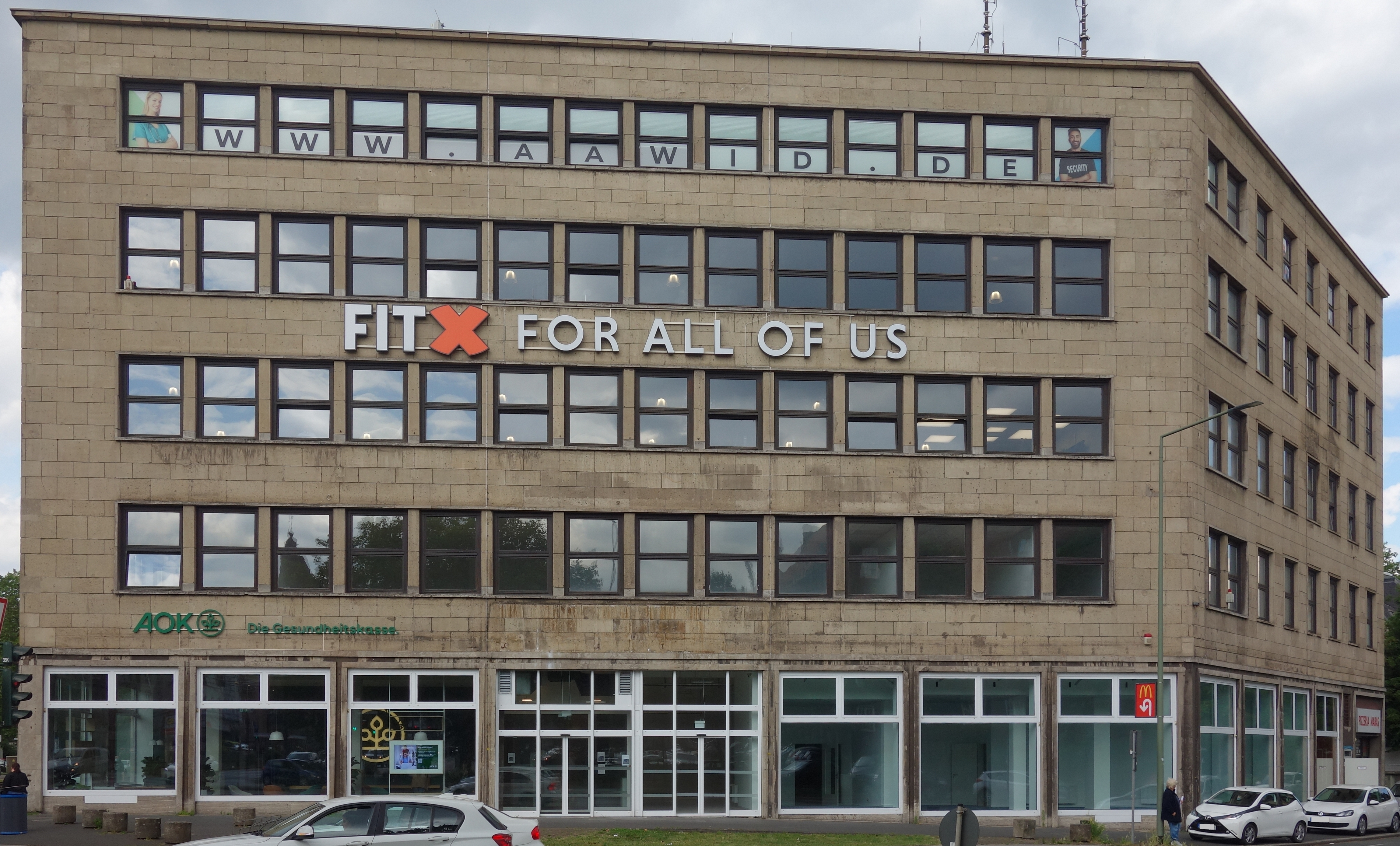
Ehemaliges Warenhaus Tietz (2022)

Das ehemalige Warenhaus Tietz befindet sich im Stadtteil Obermarxloh im Stadtbezirk Hamborn der kreisfreien Stadt Duisburg in Nordrhein-Westfalen.

## Geschichte
Der von Leonhard Tietz gegründete, gleichnamige deutsche Warenhauskonzern beabsichtigte seit Mitte der 1920er Jahre in Hamborn ein Warenhaus zu bauen. Nachdem er in der Nähe des Hamborner Rathauses ein Baugrundstück erworben hatte, beauftragte er den Kölner Architekten Georg Falck mit der Planung. 1928 wurde mit dem Bau des neuen Warenhauses begonnen, das im Oktober 1929 eröffnete.
1933 wurde die Leonhard Tietz AG arisiert und firmierte danach als Kaufhof AG. Im Zweiten Weltkrieg wurde das Gebäude zerstört und in den 1950er Jahren wieder als Kaufhof aufgebaut.
Am 31. August 1972 wurde der Hamborner Kaufhof geschlossen.

## Architektur
Der Hauptblock des Stahlskelettbaus ist sechsgeschossig. Das oberste Geschoss mit einer ehemaligen Cafeteria ist von den Traufkanten weit zurückgesetzt und pavillonartig abgerundet. Der Seitenflügel an der August-Thyssen-Straße, der spitzwinklig vom Hauptgebäude abzweigt, besitzt nur fünf Vollgeschosse.
Die Fassaden zur Duisburger Straße, zum Amtsgerichtsvorplatz und zur August-Thyssen-Straße sind mit Werkstein verkleidet, während die Rückseiten beider Gebäudeteile verputzt sind. Mit Ausnahme des Haupteingangs, der Nebeneingänge und der Rückseiten bildet das Erdgeschoss eine geschlossene Schaufensterfront.
Vom Stil her erinnert das Warenhaus an die Bauten des Architekten Erich Mendelsohn.

## Heutige Nutzung
2016 erwarb die Greyfield Group das Gebäude, baute bis 2019 das zweite, dritte und vierte Obergeschoss zu einem Fitnessstudio um und errichtete ein Parkhaus. 2021 wurden die ehemaligen Einzelhandelsflächen im Erdgeschoss und im ersten Obergeschoss nach dem Auszug des Einzelhändlers zu Schulungs- und Büroflächen umstrukturiert. Die Räumlichkeiten wurden zum Teil durch einen Bildungsträger in den Bereichen Sicherheit, Pflege, Soziales und Sprache sowie von einer deutschen Krankenkasse angemietet.

## Denkmalschutz
Das ehemalige Warenhaus Tietz wurde am 26. März 1985 unter der Nummer 18 in die Liste der Baudenkmäler in Duisburg-Hamborn eingetragen.